# 沙灘籃球
沙灘籃球是一種經修改的籃球，在沙灘上進行。1970年代由美國的Philip Bryant在阿拉巴馬州發明，原本僅是格爾夫海岸學校之體育課程內容。沙灘籃球可以在混凝土或沙灘上進行。

## 美式沙灘籃球
- 規則較鬆散，無固定之人數限制。
- 場地為圓形沙地或地板，無出界規則。
- 無籃板，僅具有籃框。
- 圓內進籃得2分，圓外投進得3分。
- 不可運球（因球觸及沙地後無法回彈），球員必須於2.5步內傳球。
- 在規定的時間內得分較多之一方獲勝。

沙灘籃球已成為美國廣為流行的運動競賽。目前每年舉辦15個世界錦標賽。沒有出界，球的運動是通過傳球或 2½ 步，並且沒有運球。多年來，已經舉辦了十八屆世界沙灘籃球協會世界錦標賽。

## 德式沙灘籃球
- 規則與一般籃球較接近。也可能部分沙灘籃球是在沙灘班設置的籃球場
- 一方3人（外加2人替補）。
- 場地範圍長14公尺乘15公尺的比賽區域，無界線。
- 比賽三節，每節5分鐘。
- 比賽結束前得33分或更多者獲勝。